# Аль-Кафирун
Аль-Ка́фиру́н (араб. الكافرون — Неверные) — сто девятая сура Корана. Сура мекканская.  Состоит из 6 аятов.

## Содержание
Сура повествует об отношении к иноверцам. Данная сура была ниспослана после того, как многобожники призвали пророка Мухаммеда принять и поклониться их верованиям, взамен обещая поклониться Аллаху и соблюдать мир.

 Скажи: «О неверующие! ۝ Я не поклоняюсь тому, чему поклоняетесь вы, ۝ а вы не поклоняетесь Тому, Кому поклоняюсь я. ۝ Я не поклоняюсь так, как поклоняетесь вы (или тому, чему поклоняетесь вы), ۝ а вы не поклоняетесь так, как поклоняюсь я (или Тому, Кому поклоняюсь я). ۝ У вас есть ваша религия, а у меня - моя!» ۝
—  109:1—6 (Кулиев)